# Партија европске левице
Партија европске левице, познатија као Европска левица је политичка партија на Европском нивоу и асоцијација странака демократског социјализма и комунизма из Европске уније и других европских држава. Формирана је у јануару 2004. године пред изборе за Европски парламент.
Први конгрес одржан је 8. октобра 2005. године у Атини на коме је донета Атинска декларација Европске левице. Други конгрес био је у Прагу од 23. до 25. новембра 2007. године, док ће трећи бити одржан у првој недељи децембра 2010. године у Паризу.
Неколико партија чланица и посматрача Партије европске левице чланице су и много радикалније партије Европске антикапиталистичке левице.

## Партије чланице
Аустрија
- Комунистичка партија Аустрије (Kommunistische Partei Österreichs)

 Белгија
- Комунистичка партија (Валонија) (Parti Communiste)
- Комунистичка партија (Фландрија) (Kommunistische Partij)

 Белорусија
- Партије уједињене левице[3] (Партыя камуністаў Беларусі)

 Бугарска
- Бугарска левица (Българската левица)

 Грчка
- СИРИЗА (ΣΥΡΙΖΑ)

 Данска
- Црвено-зелена коалиција[4] (Enhedslisten)

 Естонија
- Партија уједињене левице (Eestimaa Ühendatud Vasakpartei)

 Италија
- Комунистичка обнова (Partito della Rifondazione Comunista)

 Луксембург
- Левица (Déi Lénk)

 Мађарска
- Радничка партија Мађарске 2006[3] (Magyarországi Munkáspárt 2006)

 Молдавија
- Партија комуниста Републике Молдавије (Partidul Comuniştilor din Republica Moldova)

 Немачка
- Левица[5] (Die Linke)

 Португал
- Леви блок (Bloco de Esquerda)

 Румунија
- Румунска комунистичка партија (Partidul Comunist Român)

 Словенија
- Левица

 Турска
- Лева партија (Sol Parti)

 Уједињено Краљевство
- Лево јединство (Left Unity)

 Финска
- Комунистичка партија Финске[6] (Suomen Kommunistinen Puolue)

 Француска
- Комунистичка партија Француске (Parti communiste français)
- Партија левице[7] (Parti de gauche)

 Хрватска
- Радничка фронта

 Чешка
- Левица (Levice)

 Швајцарска
- Швајцарска партија рада (Partei der Arbeit der Schweiz, Parti Suisse du Travail — Parti Ouvrier et Populaire)

 Шпанија
- Уједињена левица (Izquierda Unida)
- Комунистичка партија Шпаније (Partido Comunista de España)
- Уједињена алтернативна левица Каталоније (Esquerra Unida i Alternativa)

## Партије посматрачи
Белгија
- Друга левица[8] (Une Autre Gauche)

 Грчка
- Обновљена комунистичка еколошка левица[9] (Ανανεωτική Κομμουνιστική Οικολογική Αριστερά)

 Италија
- Партија италијанских комуниста (Partito dei Comunisti Italiani)

 Кипар
- Напредна партија радног народа (Anorthotikó Kómma Ergazómenou Laoú)

 Немачка
- Немачка комунистичка партија (Deutsche Kommunistische Partei)

 Словачка
- Комунистичка партија Словачке (Komunistická strana Slovenska)